# 阿蒂加斯
阿蒂加斯（西班牙語：Artigas）是烏拉圭的城市，也是阿蒂加斯省的首府，位於該國北部，距離首都蒙特維多約600公里，毗鄰與巴西接壤的邊境，始建於1852年9月12日，受副熱帶濕潤氣候影響，每年平均降雨量1,293毫米，2004年人口41,687。城市得名于乌拉圭民族英雄何塞·赫瓦西奥·阿蒂加斯。

## 外部連結
- INE map of Artigas （页面存档备份，存于）